# Christopher Wreford-Brown

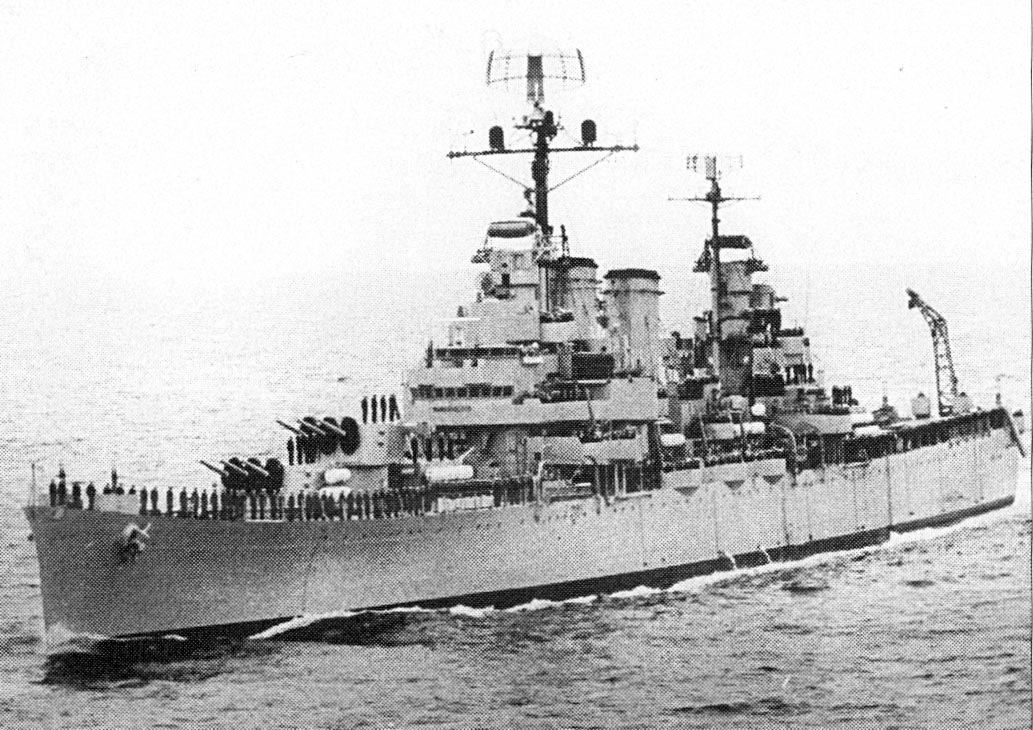
ARA „General Belgrano”

Christopher Louis Wreford-Brown (ur. 1945) – oficer Royal Navy, dowódca okrętu podwodnego HMS „Conqueror” w czasie wojny falklandzkiej.

## Życiorys
Urodził się w sierpniu 1945 roku. Wstąpił do marynarki jako dwudziestolatek i służył przez trzydzieści lat. Pierwszym okrętem, którym dowodził, była fregata HMS „Cornwall”. Następnie przydzielano mu już tylko okręty podwodne: HMS „Opossum”, „Valiant” i wreszcie „Conqueror”. Z tym okrętem 4 kwietnia 1982 roku wyruszył na patrol bojowy opodal Falklandów.
1 maja „Conqueror” napotkał argentyński krążownik ARA „General Belgrano”. Ponieważ cel znajdował się poza wyznaczoną przez Wielką Brytanię strefą działań wojennych, zwrócił się o pozwolenie na zmianę zasad otwarcia ognia (Rules of Engagement) i po rozmowach na najwyższym szczeblu władz (z udziałem premier Margaret Thatcher) uzyskał ją. Podjął wówczas zaskakującą – ale słuszną, jak się okazało – decyzję, by odpalić stare torpedy Mk VIII, sądząc, że choć są to pociski niesterowane, lepiej poradzą sobie z pancerzem okrętu wywodzącego się jeszcze z II wojny światowej. Dwie torpedy trafiły w cel. „General Belgrano” poszedł na dno 2 maja 1982 roku, tuż przed godziną 17 czasu lokalnego.
Za udział w wojnie falklandzkiej Wreford-Brown otrzymał Distinguished Service Order. Jest pierwszym od czasów II wojny światowej dowódcą brytyjskiego okrętu podwodnego (i jak dotąd jedynym na świecie dowódcą atomowego okrętu podwodnego), który zatopił nieprzyjacielski okręt.
W 1995 roku, po odejściu z Royal Navy, podjął pracę w ogrodzie zoologicznym w Paignton. Pracował tam do 2010 roku, kiedy to zrezygnował ze stanowiska dyrektora do spraw finansów i zasobów ludzkich i odszedł na emeryturę.